# Hase und Igel
Hase und Igel ist ein Brettspiel, in dem ein Rennen simuliert wird. Das Spiel kommt ohne Würfel aus, die strategischen Elemente überwiegen die wenigen Glückseinflüsse durch die Ereigniskarten. Erfunden wurde es 1973 von dem Engländer David Parlett.  1974 wurde es von Intellect Games als Hare and Tortoise (Hase und Schildkröte) in Großbritannien veröffentlicht. 1978 veröffentlichte Ravensburger das Familienspiel in Deutschland. Es wurde 1979 als erstes Spiel mit dem Preis Spiel des Jahres ausgezeichnet. Mittlerweile wurden über zwei Millionen Exemplare in zehn Sprachen verkauft. 2000 brachte Abacusspiele eine deutsche Neuausgabe als Hase & Igel heraus. Das Spiel ist inzwischen nicht nur in Deutschland zu einem Klassiker der Brettspiele geworden.

## Regeln

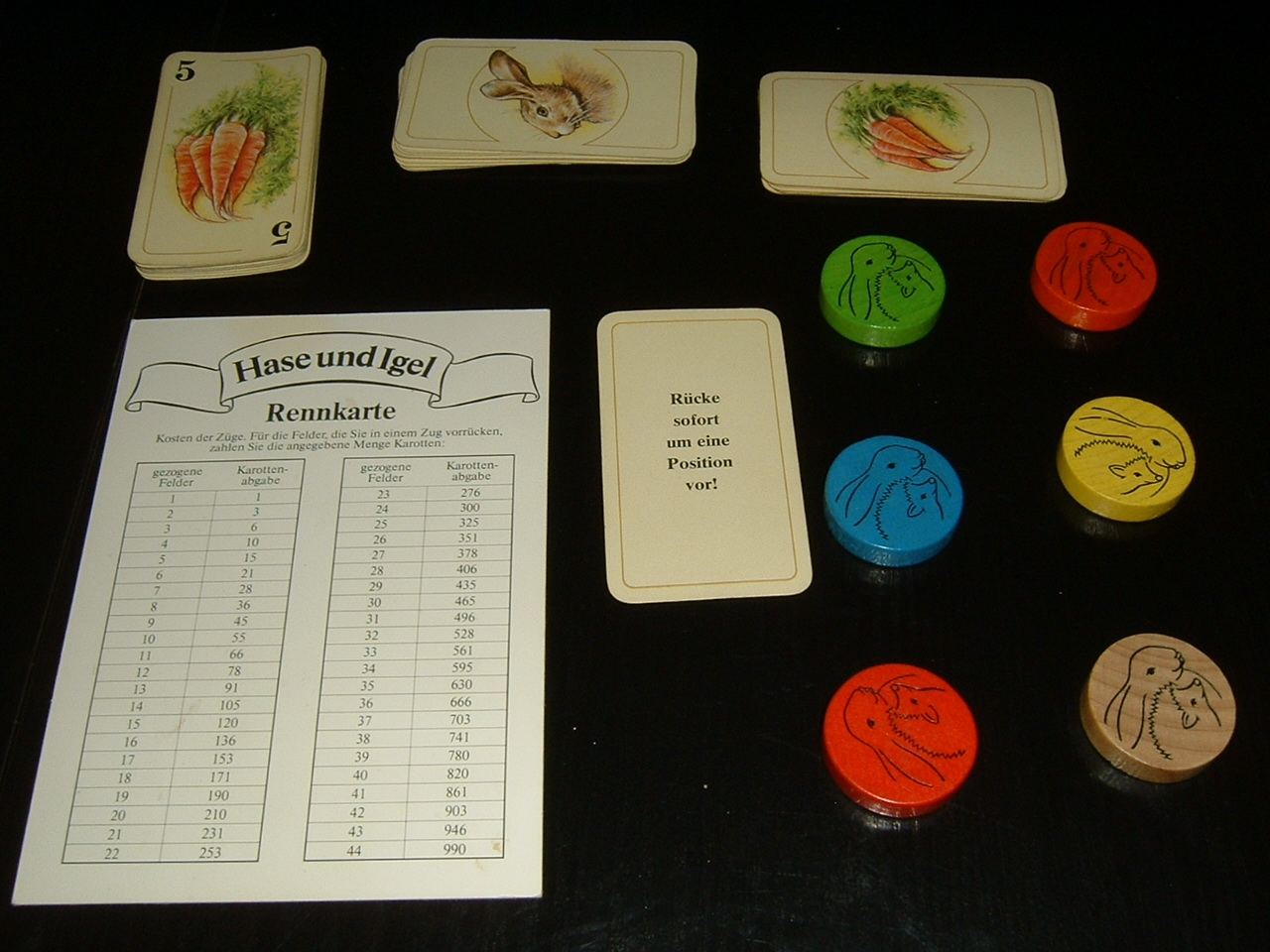
Hase-und-Igel-Zubehör

Die Mitspieler stellen mit ihren Spielfiguren Hasen dar. Jeder mitrennende Hase hat zu Beginn 68 Karotten bzw. 98 Karotten ab fünf Mitspielern und drei Salate als Futter in Form von Kärtchen zur Verfügung und kann selbst entscheiden, auf welches Feld er hoppeln möchte. Die Salate müssen unterwegs auf sogenannten Salatfeldern gefressen werden und am Schluss darf man nur noch eine bestimmte Anzahl Karotten mit ins Ziel bringen. 
Wesentlich im Spiel ist die Bezahlung der Zugweite, was umso mehr Karotten verbraucht, je weiter man hoppelt. So kostet ein Hopser von drei Feldern 1+2+3=6 Karotten, ein Hopser von vier Feldern aber schon 1+2+3+4=10 Karotten. Damit man nicht so viel rechnen muss, erhält jeder Mitspieler eine Rennkarte, auf der die Kosten bereits errechnet sind. Als Ausgleich und zur Wiederbeschaffung von Karottennahrung kann man rückwärts auf sogenannte Igelfelder ziehen, was 10-mal die Anzahl der Felder in Karotten einbringt. Auch die Vorhersage der richtigen eigenen Position im Rennen bringt auf bestimmten Positionsfeldern Karotten ein.
Ein wenig Glück gibt es auf den Hasenfeldern. Dort zieht man eine Ereigniskarte, die positive und negative Ereignisse mit sich bringt. 

### Siegbedingungen
Gewonnen hat derjenige Hase, der als Erster auf das Zielfeld gelangt. Jedoch darf er dann keinen Salat und nicht mehr als zehn Karotten mit sich tragen. Wer unterwegs also zu viel gesammelt hat, kann auf bestimmten Feldern ausruhen (aussetzen) und dabei jeweils zehn Karotten fressen. Eine andere Möglichkeit überschüssige Rüben loszuwerden ist ein langer Rückzug auf ein Igelfeld. Dabei erhält man zwar zusätzliche Nahrung, doch der große Sprung ins Ziel verbraucht dann mehr, als die zuvor erworbenen.

## Neuausgabe
Der Verlag Abacusspiele hat in der Neuauflage die Felderplatzierung und Hasenkartenregeln verändert. Durch den stark verringerten Zufallsfaktor wird das Spiel noch mehr von Taktik und Strategie geprägt. Das Original ist bei Ravensburger erhältlich.